# Deelemania
Genre
Deelemania est un genre d'araignées aranéomorphes de la famille des Linyphiidae.

## Distribution
Les espèces de ce genre se rencontrent en Afrique subsaharienne.

## Liste des espèces
Selon World Spider Catalog (version 16.5, 06/08/2015) :
- Deelemania gabonensis Jocqué, 1983
- Deelemania malawiensis Jocqué & Russell-Smith, 1984
- Deelemania manensis Jocqué & Bosmans, 1983
- Deelemania nasuta Bosmans, 1988

## Étymologie
Ce genre est nommé en l'honneur de Christa Laetitia Deeleman-Reinhold.

## Publication originale
- Jocqué & Bosmans, 1983 : Linyphiidae (Araneae) from Ivory Coast, with the description of three new genera. Zoologische Mededelingen, Leiden, vol. 57, no 1, p. 1-18 (texte intégral).